# Oceanodroma homochroa

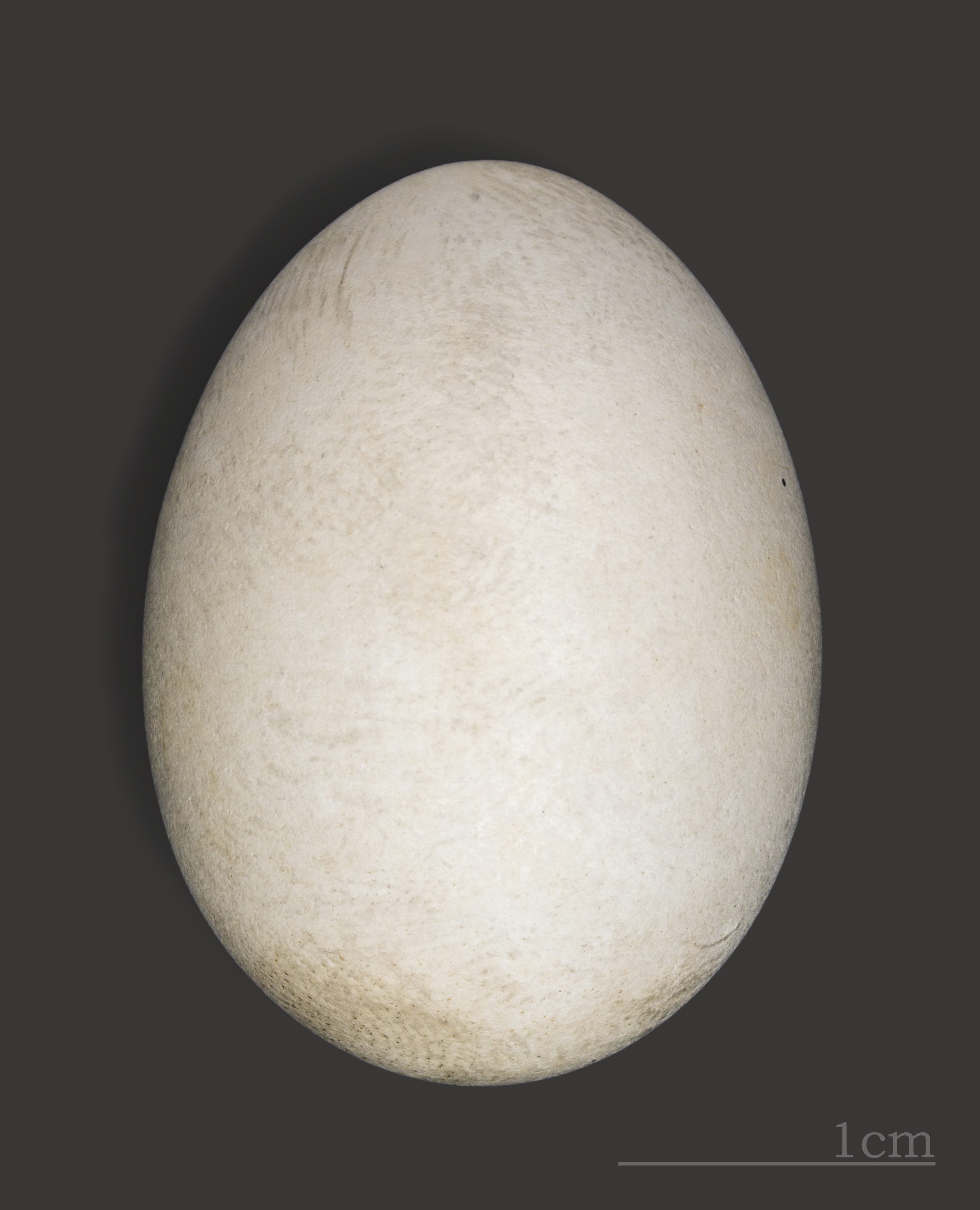
Trứng.

Oceanodroma homochroa là một loài chim trong họ Hydrobatidae.